# برد فالچوک
برد فالچوک (انگلیسی: Brad Falchuk؛ زادهٔ ۱ مارس ۱۹۷۱) یک فیلم‌نامه‌نویس، کارگردان و نویسنده اهل ایالات متحده آمریکا است.
وی کارگردان فیلم‌هایی همچون گلی بوده است.